# La Planète de Donkey Kong
 (novembre 2013).
Si vous disposez d'ouvrages ou d'articles de référence ou si vous connaissez des sites web de qualité traitant du thème abordé ici, merci de compléter l'article en donnant les références utiles à sa vérifiabilité et en les liant à la section « Notes et références ».
La Planète de Donkey Kong, puis DKTV.cool était une émission de télévision française pour la jeunesse diffusée sur France 2 du 4 septembre 1996 au 1er septembre 2001 et présentée par Mélanie Angélie et le gorille Donkey Kong.

## Histoire
L'émission est lancée le 4 septembre 1996, en remplacement de Chalu Maureen, avec Mélanie Angélie comme animatrice principale. Renouvelée en 1997, l'émission est diffusée deux jours par semaine, le mercredi et le samedi,. 
Après le départ de Mélanie Angélie,  le 1er juillet 2000, l'émission continue sans animateur et est rebaptisée DKTV.cool. Elle s'arrête à la rentrée 2001 pour être remplacée par KD2A, avec un renouvellement total des séries.

## Présentation
L’équipe des « Kongs » était constituée des gorilles :
- Donkey Kong, le chef et le plus costaud ;
- Diddy Kong, le plus petit et le plus malin ;
- Candy, la plus jolie et aimée par les autres Kongs ;
- Funky, gorille le plus branché ;
- Krushy, crocodile ;
- Porco, porc de 4 ans ;
- Narval, baleine à cornes de 10 ans ;
- Perry Howie, caniche de 5 ans ;
- Octo, pieuvre de 6 ans ;
- Miss Paresseuse, paresseuse de 14 ans ;
- Rabbide, lapine de 12 ans ;
- Noam « Couac Couac » Simcox (Quack Quack sur Boomerang SVOD/Boomerang VOST), canard à la perruque blonde de 8 ans ;

## Déclinaisons
Elle eut également plusieurs déclinaisons, notamment pendant l'été :
- Les Vacances de Diddy, diffusé le samedi et dimanche aux alentours de 7 h pendant l'été 1997.
- Donkey Kong plage, la même année tous les samedis à 9 h 30.
- DKTV stars, diffusé pendant les vacances de fin d'année 1998.
- Diddy@tv.cool puis Diddy.cool, le samedi et dimanche à 7 h à partir de l'été 2000 et tous les samedis à 7 h 45 pendant toute la saison 2000-2001.
- Les vacances de DKTV, durant les vacances du début de l'année 1999 avec un sous-titre correspondant à la saison (Tire fesses et passe montagne, Cloches d'avril et queues de poisson, Coups de soleil et crustacés).
- Vacances@dktv.cool, pendant l'été 2000 après Diddy@tv.cool.
- Petitsmatins.cool, à partir de l'été 2000.

## Fiche technique
- Réalisation : Pascal Tosi, Philippe Percebois, Jacques Goldstein, Elisabeth Parnière, Lotfi Mokdad et Jean-Michel Agnoux
- Textes : Jean-Rémy François, Sophie Décroisette, Véronique Berthelin, Nicolas Bienvenu, Thierry Sforza et Nicolas Robin, Jean-Jacques Thibaud, Jérôme Richebon

## Distribution
- Christophe Albertini : Donkey Kong (1ère voix)
- Nicolas Bienvenu : Donkey Kong (2ème voix)
- Véronique Alycia : Diddy, Candy
- Marie Montoya : Dixie
- Philippe Sax : Funky, Porco, Krushy
- Mélanie Angélie
- Leslie Bevillard

## Séries diffusées
- À mi-galaxie, tournez à gauche
- Les Animaux du Bois de Quat'sous
- Arthur
- Les aventures d'Hyperman (en) (The Adventures of Hyperman)
- Les Aventures fantastiques d'Allen Strange (en) (The Journey of Allen Strange)
- Baby Folies
- La Bande à Mozart
- Les Baskerville, une famille d'enfer
- Beetlejuice
- Fais-moi peur !
- Belphégor
- Denis la Malice
- Caitlin Montana
- Capitaine Fracasse
- Casper
- Chair de poule
- Chasseurs d'étoiles (en) (Sky Trackers)
- Les Chevaliers de Tir Na Nog
- Classe croisière
- Cléo et Chico
- Clueless
- Code Lisa
- Cyrano 2022
- Dodo, le retour
- Les Enfants de Toromiro
- Extrême Ghostbusters
- La Famille Addams
- Family Dog
- La Fête à la maison
- Grand-mère est une sorcière
- La Guerre des Stevens
- Hercule contre Arès
- Les Histoires Farfelues de Félix Le Chat
- Il était une fois...
- Les Incroyables Pouvoirs d'Alex
- Ivanhoé, chevalier du roi
- Iznogoud
- Les Jules, chienne de vie...
- Jumanji
- Les Jumelles de Sweet Valley
- Kenan et Kel
- Donkey Kong Country
- Le Loup-garou du campus
- Lupo Alberto
- Les Maîtres des sortilèges
- Manu
- Max Steel
- Merci les filles
- Les Mille et Une Nuits
- Momie au pair
- Les Multoches
- Les Mystérieuses Cités d'or
- Les Nomades du futur
- Norman Normal
- Nos plus belles vacances
- Nicky Larson
- Océane
- Parker Lewis ne perd jamais
- Le Prince de Bel-Air
- La Princesse du Nil
- Princesse Shéhérazade
- Reboot, le clan des survivants
- Retour à Sherwood (en) (Back to Sherwood)
- Robinson Sucroë
- Sabrina, l'apprentie sorcière
- Samba et Leuk le lièvre
- Simba, le roi lion
- Sauvés par le gong
- Sauvez Willy
- S Club 7
- Sinbad le marin
- Sister, Sister
- Student Bodies
- Tortues Ninja
- X-Men

## Récompenses
Elle remporta le Sept d'or de la meilleure émission d’animation et de jeunesse le 2 octobre 1999.